# Gérard Jean-Baptiste II Scotin
Gérard Jean-Baptiste II Scotin ou  Gérard Jean-Baptiste Scotin le jeune (1698 - vers 1755) est un graveur français, lié à la dynastie des Scotin, graveurs depuis le début du XVIIe siècle. 
Actif à Londres, il exerça en société avec William Hogarth.

## Biographie

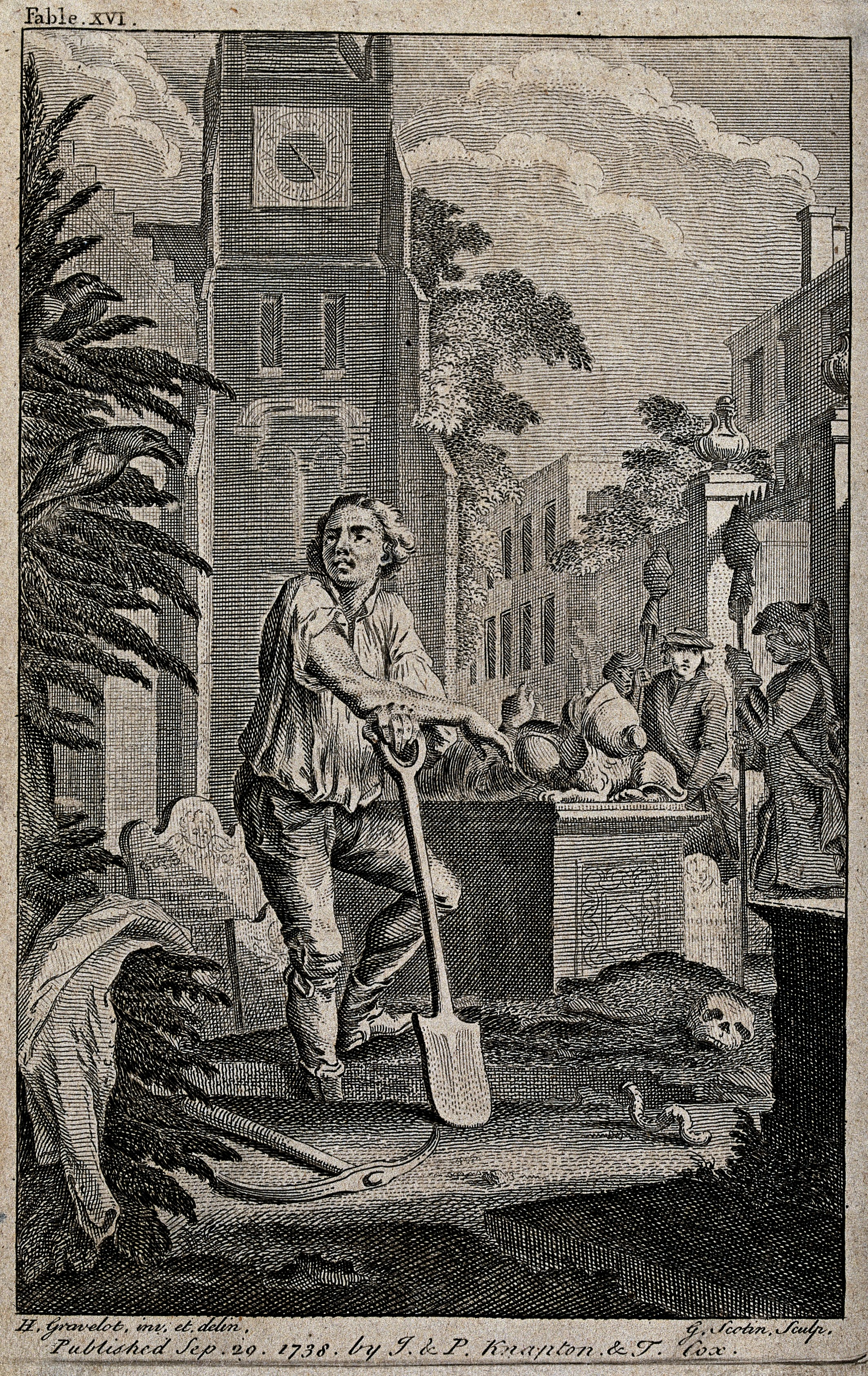
Illustration tirée des Fables de John Gay, gravée par G. Scotin d'après Gravelot, et tirée par James Knapton & Cie à Londres le 29 septembre 1738 (Fonds Welcome).

Né à Paris le 13 septembre 1698, son père est le graveur Gérard Jean-Baptiste I Scotin (dit « l'aîné », 1671-1716), avec lequel on ne doit pas le confondre, lequel est par ailleurs frère d'une autre graveur, Jean-Baptiste Scotin. Sa mère s'appelle Marguerite Michez. Il est sans doute très jeune devenu l'apprenti de son père.
Vers 1720-1722, il travaille à la gravure de divers plans et cartographies.
En avril 1731, la Veuve Chéreau, marchande d'estampes à Paris, fait annoncer dans le Mercure de France « qu'une estampe à l'eau-forte a été réalisée par Gérard Jean-Baptiste Scotin, d'après le tableau peint par Antoine Watteau », Chori deliciæ ou les plaisirs du bal. Il traduira en effet de nombreux autres tableaux du même Watteau, et également, selon Émile Dacier, des œuvres de Nicolas Lancret, Jean-Baptiste Pater, François Boucher.
Quant, au printemps 1743, William Hogarth lance une souscription pour une série de gravures intitulées Marriage A-la-Mode, il entend faire appel aux « maîtres de Paris », soit les meilleurs graveurs français pour l'y aider. La dégradation des relations politiques entre l'Angleterre et la France, font qu'Hogarth va contacter trois graveurs français déjà installés à Londres : Bernard Baron, Simon François Ravenet et Scotin. Ceux-ci exécutèrent une partie des six gravures que compte la série, Hogarth se contentant de graver les têtes des personnages. Il est possible que Scotin ait travaillé sur La Carrière d'un libertin (1734-1735), ce qui signifierait qu'il était déjà à Londres dix ans plus tôt, ce que semble confirmer sa longue collaboration avec Hubert-François Gravelot.
En effet, de 1733 à 1745, plusieurs ouvrages de librairies contenant des illustrations de Gravelot, également installé dans cette ville, sont traduites en gravure par Scotin ; livres auxquels s'ajoutent plusieurs planches dessinées par le même Gravelot.
On perd sa trace après 1755.